# Five Nations 1971
Die Ausgabe 1971 des jährlich ausgetragenen Rugby-Union-Turniers Five Nations (seit 2000 Six Nations) fand an acht Spieltagen zwischen dem 16. Januar und dem 27. März statt. Turniersieger wurde Wales, das mit Siegen gegen alle Teilnehmer zum sechsten Mal den Grand Slam schaffte, mit Siegen gegen alle britischen Mannschaften auch die Triple Crown.

## Teilnehmer
| Land       | Stadion                        | Stadt     | Trainer          | Kapitän                          |
| ---------- | ------------------------------ | --------- | ---------------- | -------------------------------- |
| England    | Twickenham Stadium             | London    | Don White        | Tony Bucknall / John Spencer     |
| Frankreich | Stade Olympique Yves-du-Manoir | Colombes  | Fernand Cazenave | Benoît Dauga / Christian Carrère |
| Irland     | Lansdowne Road                 | Dublin    | Ronnie Dawson    | Tom Kiernan / Gibson             |
| Schottland | Murrayfield Stadium            | Edinburgh | Bill Dickinson   | Peter Brown                      |
| Wales      | Cardiff Arms Park              | Cardiff   | Clive Rowlands   | John Dawes                       |

## Tabelle
|    | Land       | Spiele | Siege | Unent. | Ndlg. | Spiel- punkte | Diff. | Tabellen- punkte |
| -- | ---------- | ------ | ----- | ------ | ----- | ------------- | ----- | ---------------- |
| 1. | Wales      | 4      | 4     | 0      | 0     | 73:38         | + 35  | 8                |
| 2. | Frankreich | 4      | 1     | 2      | 1     | 41:40         | + 1   | 4                |
| 3. | Irland     | 4      | 1     | 1      | 2     | 41:46         | − 5   | 3                |
| 3. | England    | 4      | 1     | 1      | 2     | 44:58         | − 14  | 3                |
| 5. | Schottland | 4      | 1     | 0      | 3     | 47:64         | − 17  | 2                |

## Ergebnisse
| 16. Januar 1971 | Frankreich                                                                        | 13 : 8        | Schottland                                            | Stade Olympique Yves-du-Manoir, Colombes Zuschauer: 32.466 Schiedsrichter: Kevin Kelleher (Irland) |
| 16. Januar 1971 | Versuche: Sillières Villepreux Erhöhungen: Villepreux (2) Straftritte: Villepreux | (3:3) Bericht | Versuche: Steele Erhöhungen: Brown Straftritte: Smith | Stade Olympique Yves-du-Manoir, Colombes Zuschauer: 32.466 Schiedsrichter: Kevin Kelleher (Irland) |

| 16. Januar 1971 | Wales                                                                                                | 22 : 6         | England                                      | Cardiff Arms Park, Cardiff Schiedsrichter: Patrick d’Arcy (Irland) |
| 16. Januar 1971 | Versuche: Bevan Davies (2) Erhöhungen: Taylor (2) Straftritte: J. P. R. Williams Dropgoals: John (2) | (16:3) Bericht | Versuche: Hannaford Straftritte: Rossborough | Cardiff Arms Park, Cardiff Schiedsrichter: Patrick d’Arcy (Irland) |

| 30. Januar 1971 | Irland                                  | 9 : 9         | Frankreich                                   | Lansdowne Road, Dublin Zuschauer: 55.000 Schiedsrichter: George Lamb (England) |
| 30. Januar 1971 | Versuche: Grant Straftritte: O’Driscoll | (0:3) Bericht | Straftritte: Villepreux (2) Dropgoals: Bérot | Lansdowne Road, Dublin Zuschauer: 55.000 Schiedsrichter: George Lamb (England) |

| 6. Februar 1971 | Schottland                                     | 18 : 19       | Wales                                                            | Murrayfield Stadium, Edinburgh Schiedsrichter: Michael Titcomb (England) |
| 6. Februar 1971 | Versuche: Carmichael Rea Erhöhungen: Brown (4) | (6:8) Bericht | Versuche: Taylor Edwards John Davies (2) Erhöhungen: John Taylor | Murrayfield Stadium, Edinburgh Schiedsrichter: Michael Titcomb (England) |

| 13. Februar 1971 | Irland                 | 6 : 9         | England                 | Lansdowne Road, Dublin Schiedsrichter: Meirion Joseph (Wales) |
| 13. Februar 1971 | Versuche: Grant Duggan | (3:9) Bericht | Straftritte: Hiller (3) | Lansdowne Road, Dublin Schiedsrichter: Meirion Joseph (Wales) |

| 27. Februar 1971 | Schottland                        | 5 : 17        | Irland                                                            | Murrayfield Stadium, Edinburgh Schiedsrichter: Kenneth Jones (Wales) |
| 27. Februar 1971 | Versuche: Frame Erhöhungen: Brown | (0:9) Bericht | Versuche: Duggan Grant Erhöhungen: Gibson Straftritte: Gibson (2) | Murrayfield Stadium, Edinburgh Schiedsrichter: Kenneth Jones (Wales) |

| 27. Februar 1971 | England                                                     | 14 : 14        | Frankreich                                                                                  | Twickenham Stadium, London Zuschauer: 70.000 Schiedsrichter: Anthony Lewis (Wales) |
| 27. Februar 1971 | Versuche: Hiller Erhöhungen: Hiller Straftritte: Hiller (3) | (14:6) Bericht | Versuche: Bertranne Cantoni Erhöhungen: Villepreux Straftritte: Villepreux Dropgoals: Bérot | Twickenham Stadium, London Zuschauer: 70.000 Schiedsrichter: Anthony Lewis (Wales) |

| 13. März 1971 | Wales                                                                               | 23 : 9        | Irland              | Cardiff Arms Park, Cardiff Schiedsrichter: R. F. Johnson (England) |
| 13. März 1971 | Versuche: Davies (2) Edwards Erhöhungen: John Straftritte: John (2) Dropgoals: John | (9:6) Bericht | Straftritte: Gibson | Cardiff Arms Park, Cardiff Schiedsrichter: R. F. Johnson (England) |

| 20. März 1971 | England                                                             | 15 : 16       | Schottland                                                             | Twickenham Stadium, London Schiedsrichter: Charles Durand (Frankreich) |
| 20. März 1971 | Versuche: Hiller Neary Straftritte: Hiller (3) Dropgoals: Patterson | (9:5) Bericht | Versuche: Brown Paterson Rea Erhöhungen: Brown (2) Dropgoals: Paterson | Twickenham Stadium, London Schiedsrichter: Charles Durand (Frankreich) |

| 27. März 1971 | Frankreich                             | 5 : 9         | Wales                                    | Stade Olympique Yves-du-Manoir, Colombes Zuschauer: 50.703 Schiedsrichter: J. Young (Schottland) |
| 27. März 1971 | Versuche: Dauga Erhöhungen: Villepreux | (5:3) Bericht | Versuche: Edwards John Straftritte: John | Stade Olympique Yves-du-Manoir, Colombes Zuschauer: 50.703 Schiedsrichter: J. Young (Schottland) |